# Peter Greif
Peter Greif (* 1. Oktober 1902 in Konz; † 5. Januar 1933 in Ehrang) war Vorsitzender der KPD-Ortsgruppe Ehrang und ein deutscher Widerstandskämpfer; er wurde 1933 von der SA erschossen.

## Leben
In der Silvesternacht 1932/33 kam es in Ehrang zu gewalttätigen Auseinandersetzungen zwischen Nationalsozialisten und Kommunisten, in deren Verlaufe ein SA-Mann eine Waffe zog und mehrmals schoss. Peter Greif wurde, während er einen Verwundeten versorgte, gezielt in den Bauch geschossen. Im Marienkrankenhaus Ehrang erlag er wenige Tage später seinen Verletzungen.
Der Tatverdächtige konnte flüchten und wurde kurze Zeit später festgenommen. Zu einer Verhandlung kam es nicht, denn am 30. Januar 1933 wurde Adolf Hitler zum Reichskanzler ernannt und die Nationalsozialisten übernahmen die Macht. Die KPD wurde durch die Verordnung des Reichspräsidenten zum Schutze des Deutschen Volkes am 4. Februar 1933 verboten. Der Täter wurde nie vor Gericht gestellt; alle Unterlagen über die polizeilichen Ermittlungen waren nach Kriegsende verschwunden.
Peter Greif, von Beruf Gartenarbeiter, hinterließ eine Frau und drei Kinder.